# Alberto Silva Ramos
Alberto Silva Ramos (Tuxpan, Veracruz de Ignacio de la Llave, 9 de septiembre de 1967) es un político mexicano, miembro del Partido Verde Ecologista de México. Ha ocupado varios cargos en el gobierno de Veracruz y ha sido Presidente Municipal de Tuxpan de 2011 a 2013. Desde 2015 ocupa el cargo de diputado federal.

## Estudios
Alberto Silva Ramos es Licenciado en Ciencias Políticas y Sociales egresado de la Universidad Nacional Autónoma de México y Licenciado en Administración por la Universidad del Golfo, misma institución en la que cursó una Maestría en Administración, además cuenta con otra maestría en Ciencias Políticas y Administración Pública. Cuenta además con especialidades en Política Comparada por la Universidad Complutense de Madrid y la George Washington University.

## Carrera política
Alberto Silva Ramos ha ocupado cargos como subdirector de publicaciones de la Comisión Nacional de los Derechos Humanos y de información jurídica de la Procuraduría General de la República; fue además director adjunto del Diario Oficial de la Federación y coordinador de asesores del Coordinador para la Participación Social de la Secretaría de Gobernación, entre otros cargos. 
Fue además vocal ejecutivo del Centro Estatal de Desarrollo Municipal de Veracruz, director general del Instituto Veracruzano de Desarrollo Municipal y Subsecretario de  Infraestructura Regional de la Secretaría de Desarrollo Social y Medio Ambiente de Veracruz.
La parte más destacada de su carrera política se desarrolló durante el gobierno de Veracruz encabezado por Javier Duarte de Ochoa; durante cuya campaña fue postulado candidato del PRI a presidente municipal de Tuxpan, resultando triunfador en el proceso electoral de 2010, mismo en el que Duarte resultó elegido gobernador del estado.
Asumió cargo el 1 de enero de 2011 y permaneció en el hasta el 13 de agosto de 2013 en que solicitó licencia al mismo, al ser nombrado por el gobernador Javier Duarte como secretario de Desarrollo Social de Veracruz. Dejó la titularidad de Desarrollo Social al ser nombrado coordinador de Comunicación Social en 2014 y al año siguiente, 2015 dejó este último cargo para ser postulado candidato del PRI a diputado federal por el Distrito 3 de Veracruz.
Resultó elegido diputado a la LXIII Legislatura para el periodo de 2015 a 2018; y el 24 de octubre del mismo año asumió la presidencia estatal del PRI en Veracruz, en la que se desempeñó hasta su renuncia el 29 de enero de 2016.
El 29 de marzo de 2016 solicitó y obtuvo licencia a la diputación federal para volver a sumir el cargo de coordinador de Comunicación Social del estado de Veracruz, el 12 de octubre pidió licencia a la gubernatura de Veracruz Javier Duarte y asumió con interino Flavino Ríos Alvarado, en consecuencia Alberto Silva renunció como titular de Comunicación Social el 19 de octubre, y reasumió la diputación federal el 21 de octubre.
En las elecciones municipales de Tuxpan de Rodríguez Cano Veracruz del 2021 se postuló como candidato a la presidencia municipal por el Partido Verde Ecologista. Resultó perdedor al quedar en segundo lugar tras el triunfo del candidato José Manuel Pozos Castro. En esta contienda de elecciones se registró el mayor número de partidos políticos registrados (12) el cual tuvo también la mayor participación de mujeres (3 candidatas a la presidencia municipal: María Luisa Meza (Partido Podemos), Paula Vicencio (Partido del Trabajo), y Ana Alicia Pérez Díaz (Partido Unidad Ciudadana).

### Acusaciones de corrupción
Ha sido repetidamente señalado por el gobierno de Miguel Ángel Yunes Linares como uno de los presuntos cómplices de Javier Duarte de Ochoa en casos de corrupción en el gobierno de Veracruz, siendo señalado entre otras cosas del desvío a empresas fantasmas de hasta 245 millones de pesos del erario público.
En consecuencia, el fiscal de Veracruz, Jorge Winckler Ortiz, solicitó el 14 de julio de 2017 el desafuero de Alberto Silva Ramos para que sea separado del cargo de diputado federal y pueda ser acusado del desvío de mil 500 millones de pesos. El 7 de agosto la sección instructura negó que el proceso de desafuero hubiera concluido; y al día siguiente, 8 de agosto, aprobó por unanimidad de sus miembros el inicio del proceso de desafuero al considerar que la demanda cumple con los requisitos de procedencia.